# Tubérosité du ligament coraco-claviculaire

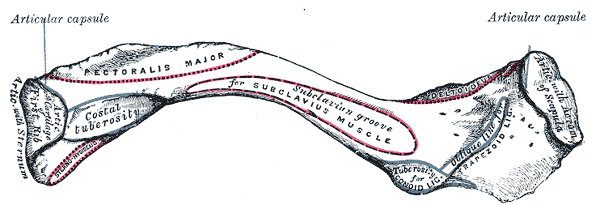
Clavicule gauche, vue inférieure. (correction) 1918

La tubérosité du ligament coraco-claviculaire (ou tubérosité coracoïdienne) est une série d'aspérités de l'extrémité distale de la face inférieure de la clavicule. Elle est constituée à l’avant de la ligne trapézoïde et à l'arrière du tubercule conoïde. C'est le point d'insertion claviculaire des ligaments coraco-claviculaires.